# NSW Open 2024
Il NSW Open 2024 è stato un torneo di tennis professionistico maschile e femminile. È stata la 4ª edizione del torneo maschile, facente parte della categoria Challenger 75 nell'ambito dell'ATP Challenger Tour 2024, con un montepremi di 82 000 $. È stata la 10ª edizione del torneo invece per le donne, facente parte della categoria W75 nell'ambito dell'ITF Women's World Tennis Tour 2024, con un montepremi di 60 000 $. Entrambi i tornei si sono giocati dal 28 ottobre al 3 novembre 2024 sui campi in cemento del NSW Tennis Centre di Sydney, in Australia.

## Partecipanti singolare maschile

### Teste di serie
| Nazionalità | Giocatore          | Ranking* | Testa di serie |
| ----------- | ------------------ | -------- | -------------- |
| Australia   | Rinky Hijikata     | 83       | 1              |
| Australia   | Thanasi Kokkinakis | 85       | 2              |
| Australia   | Tristan Schoolkate | 176      | 3              |
| Australia   | Alex Bolt          | 180      | 4              |
| Australia   | Omar Jasika        | 193      | 5              |
| Australia   | Marc Polmans       | 231      | 6              |
| Giappone    | Shintaro Mochizuki | 245      | 7              |
| Giappone    | Yuta Shimizu       | 247      | 8              |

* Ranking al 21 ottobre 2024.

### Altri partecipanti
I seguenti giocatori hanno ricevuto una wild card per il tabellone principale:
- Moerani Bouzige
- Hayden Jones
- Edward Winter

I seguenti giocatori sono passati dalle qualificazioni:
- Aleksandre Bakshi
- Takuya Kumasaka
- Ryuki Matsuda
- Yuki Mochizuki
- Seita Watanabe
- Pavle Marinkov

Il seguente giocatore è entrato in tabellone come lucky loser:
- Emile Hudd

## Campioni

### Singolare maschile
Thanasi Kokkinakis ha sconfitto in finale  Rinky Hijikata con il punteggio di 6–1, 6–1.

### Singolare femminile
Emerson Jones ha sconfitto in finale  Taylah Preston con il punteggio di 6–4, 7–6(3).

### Doppio maschile
Blake Ellis /  Thomas John Fancutt hanno sconfitto in finale  Blake Bayldon /  Mats Hermans con il punteggio di 7–5, 7–6(4).

### Doppio femminile
Lizette Cabrera /  Taylah Preston hanno sconfitto in finale  Destanee Aiava /  Maddison Inglis con il punteggio di 6–1, 3–6, [10–8].